# Železniční trať Bohumín–Čadca
Železniční trať Bohumín–Čadca je mezistátní dvoukolejná železniční trať o délce 69 km spojující Ostravsko se severozápadním Slovenskem. V jízdním řádu pro cestující je vedena pod číslem 320.

## Trasa
Trať vybíhá na sever z železniční stanice Bohumín, kde je napojena na trať do Přerova a trať do polských Chałupek. Po 6 km se za zastávkou Dolní Lutyně stáčí k jihu. V Dětmarovicích se odpojuje dvoukolejná trať do Petrovic u Karviné a dále do Polska. 3 km za stanicí Dětmarovice je v odbočce Koukolná napojena jednokolejná spojka z odbočky Závada, která umožňuje bezúvraťovou jízdu mezi stanicemi Karviná hlavní nádraží a Petrovice u Karviné. Za Karvinou se trať dostává do poddolovaného území, kvůli čemuž je zde snížená rychlost. Podél řeky Olše probíhá Českým Těšínem, který je významným železničním uzlem. Je zde napojení na další tratě – do Ostravy-Svinova, do Frýdku-Místku a tratě do polského města Bílsko-Bělá a do Žibřidovic. Trať pokračuje do Jablunkovské brázdy, v Jablunkově opouští Olši a stoupá do Jablunkovského průsmyku, jehož nejvyšší bod překonává v Mostech u Jablunkova Jablunkovským tunelem. Za tunelem trať po překročení česko-slovenské hranice klesá do slovenského města Čadca, kde jsou napojeny tratě do Žiliny, Makova a Skalitého.

## Historie
První úsek trati z Bohumína do Petrovic u Karviné byl zprovozněn roku 1855 jako Severní dráha císaře Ferdinanda. V roce 1867 začala stavba Košicko-bohumínské dráhy a v roce 1869 byl do provozu uveden úsek Bohumín – Těšín. Ten však nevedl v současné trase, ale z Bohumína vedl na jih přes Rychvald a Orlovou a do současné trasy se napojoval před Loukami. Zbytek trati z Těšína na Slovensko byl uveden do provozu v roce 1871. Trať byla vybudována jako jednokolejná, což však brzy přestalo stačit provozu, a proto již 4. prosince 1898 byla dokončena výstavba druhé koleje v úseku Jablunkov – Čadca. Výjimkou byl Jablunkovský tunel, který zůstal jednokolejný. Z Těšína do Jablunkova byla druhá kolej dokončena v roce 1907 a zdvojkolejnění zbylé části do Bohumína proběhlo v roce 1915. 31. ledna 1917 byl zprovozněn i druhý Jablunkovský tunel.
V roce 1963 byla postavena přeložka tratě z Louk nad Olší do Dětmarovic a o rok později, v roce 1964, byla trať postupně elektrizována stejnosměrnou napájecí soustavou 3000 V. V roce 1993 se trať, rozdělením Československa, stala mezistátní.

## Současnost

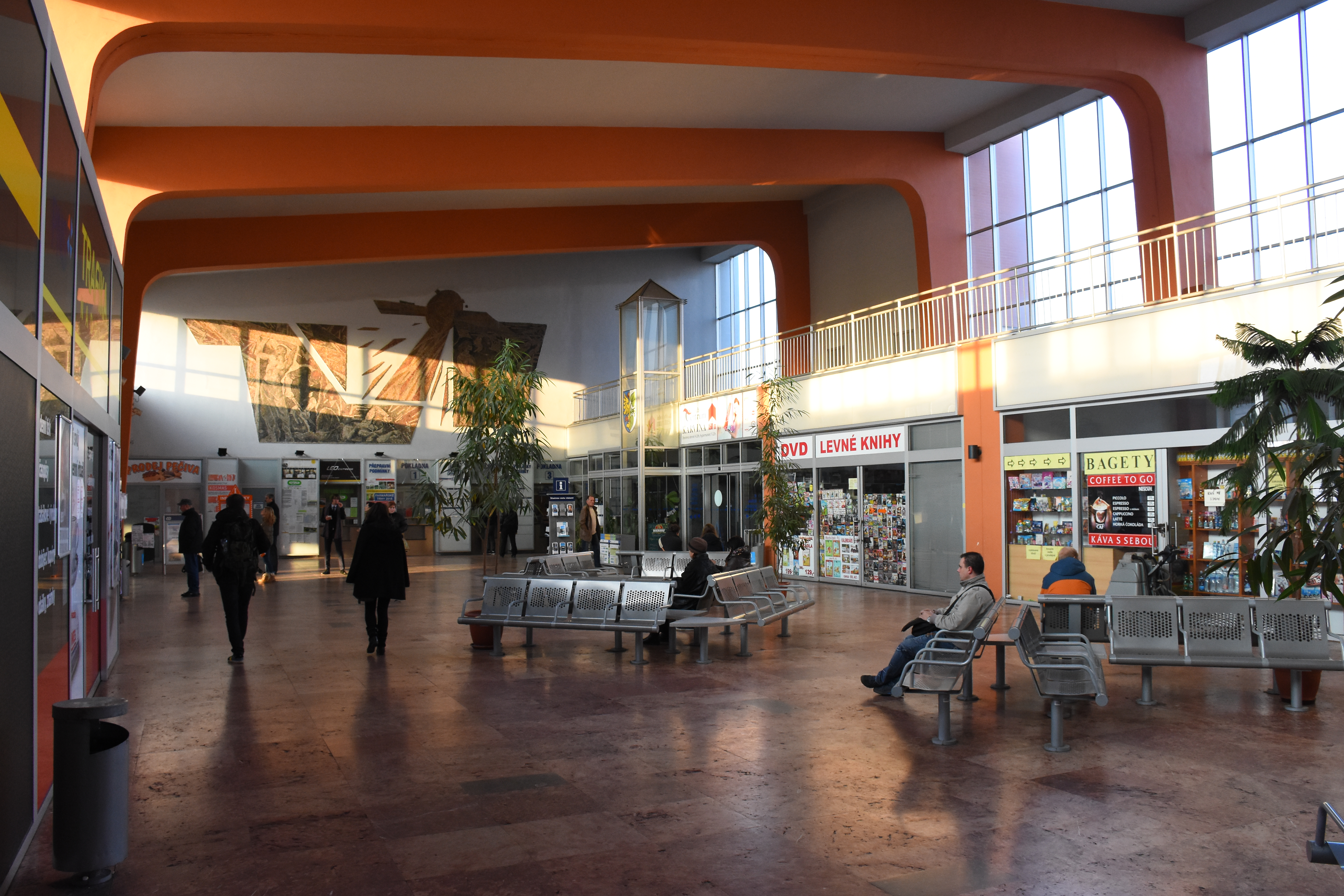
Nádražní hala bruselského stylu v Karviné

Úsek trati z Bohumína do Petrovic je součástí druhého železničního koridoru. Trať z Bohumína po státní hranici se Slovenskem je součástí třetího železničního koridoru. V roce 2002 byla dokončena modernizace části ležící na druhém koridoru. V roce 2007 byla zahájena modernizace úseku Bystřice nad Olší – Mosty u Jablunkova st. hr., jejíž součástí byla i přestavba dvou jednokolejných Jablunkovských tunelů na jeden dvoukolejný. V roce 2009 začala modernizace úseku Bystřice nad Olší – Český Těšín. Oba úseky byly dostavěny v roce 2013. V roce 2014 započala modernizace stanice Český Těšín, která byla dokončena v roce 2015. V roce 2016 započala rekonstrukce mostu přes Olši a přiléhajícího úseku mezi Karvinou a Darkovem, který nebyl součástí připravované koridorové stavby, dokončena byla v roce 2017. Ve stejném roce byla zahájena modernizace úseku Český Těšín – Dětmarovice, jehož přípravu zdržely odvolání spolku Střítež a nevykoupené některé pozemky pod přeložkou z 60. let.
V roce 2021 bylo na trati zavedeno DOZ a probíhá příprava zavedení evropského zabezpečovacího systému ETCS.
V roce 2022 byla zahájena rekonstrukce slovenského úseku z Čadce ke státní hranici s Českem.

## Budoucnost
Plánuje se konverze napájecí soustavy na 25 kV.
Úsek Karviná-Darkov – Louky nad Olší nebude z důvodu důlních vlivů prozatím modernizován.[zdroj?]

## Stanice a zastávky

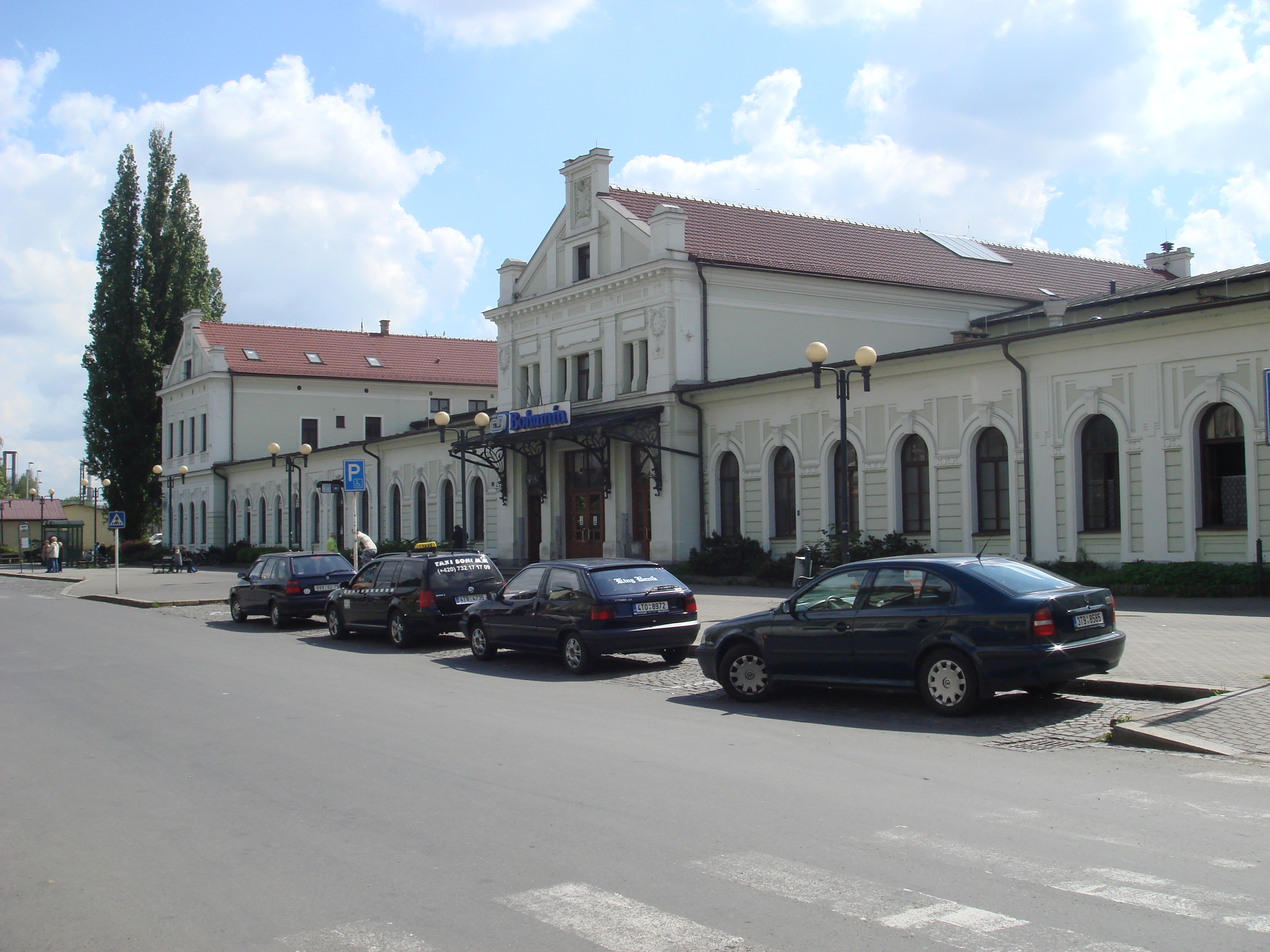
Bohumín
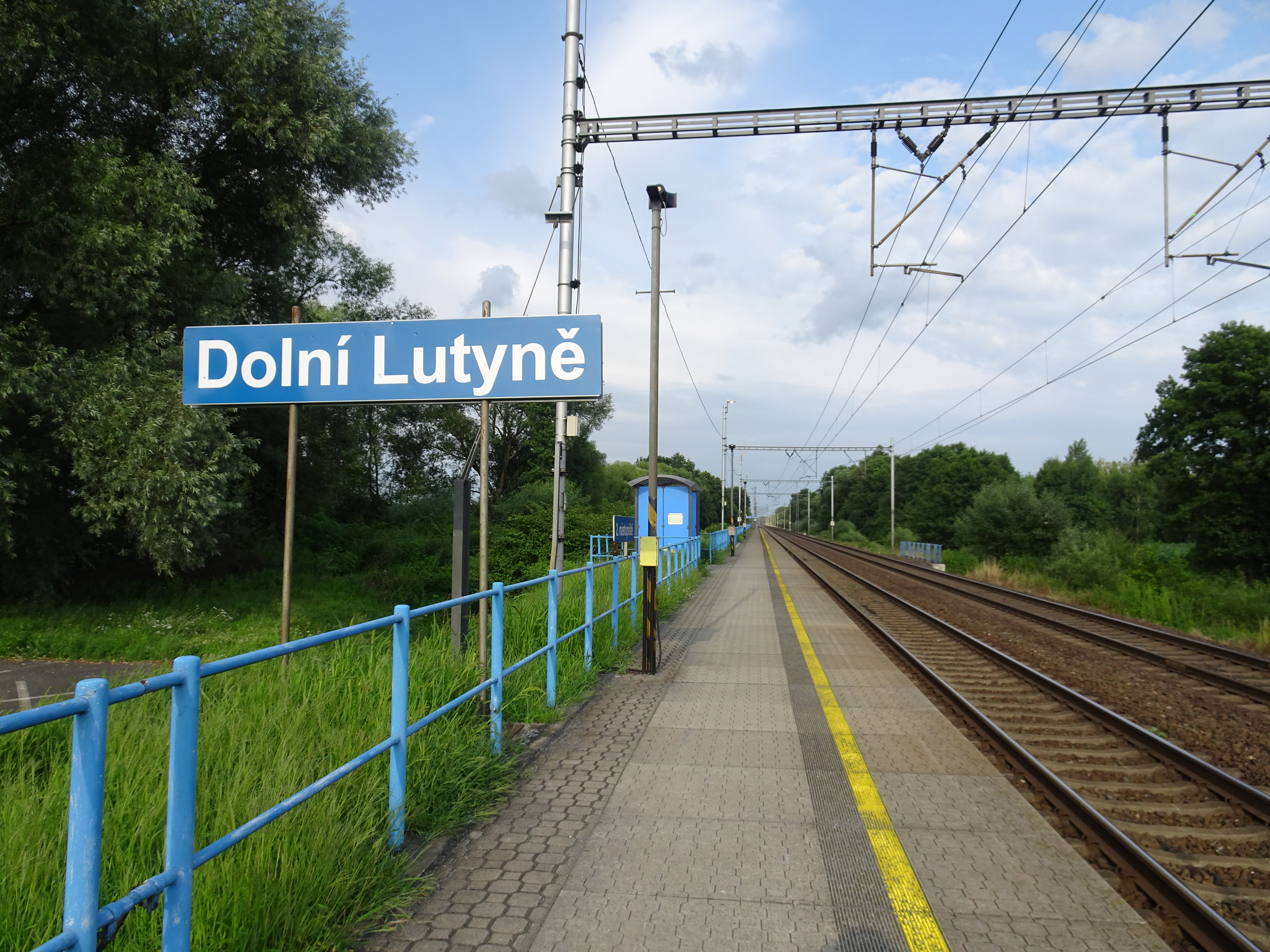
Dolní Lutyně
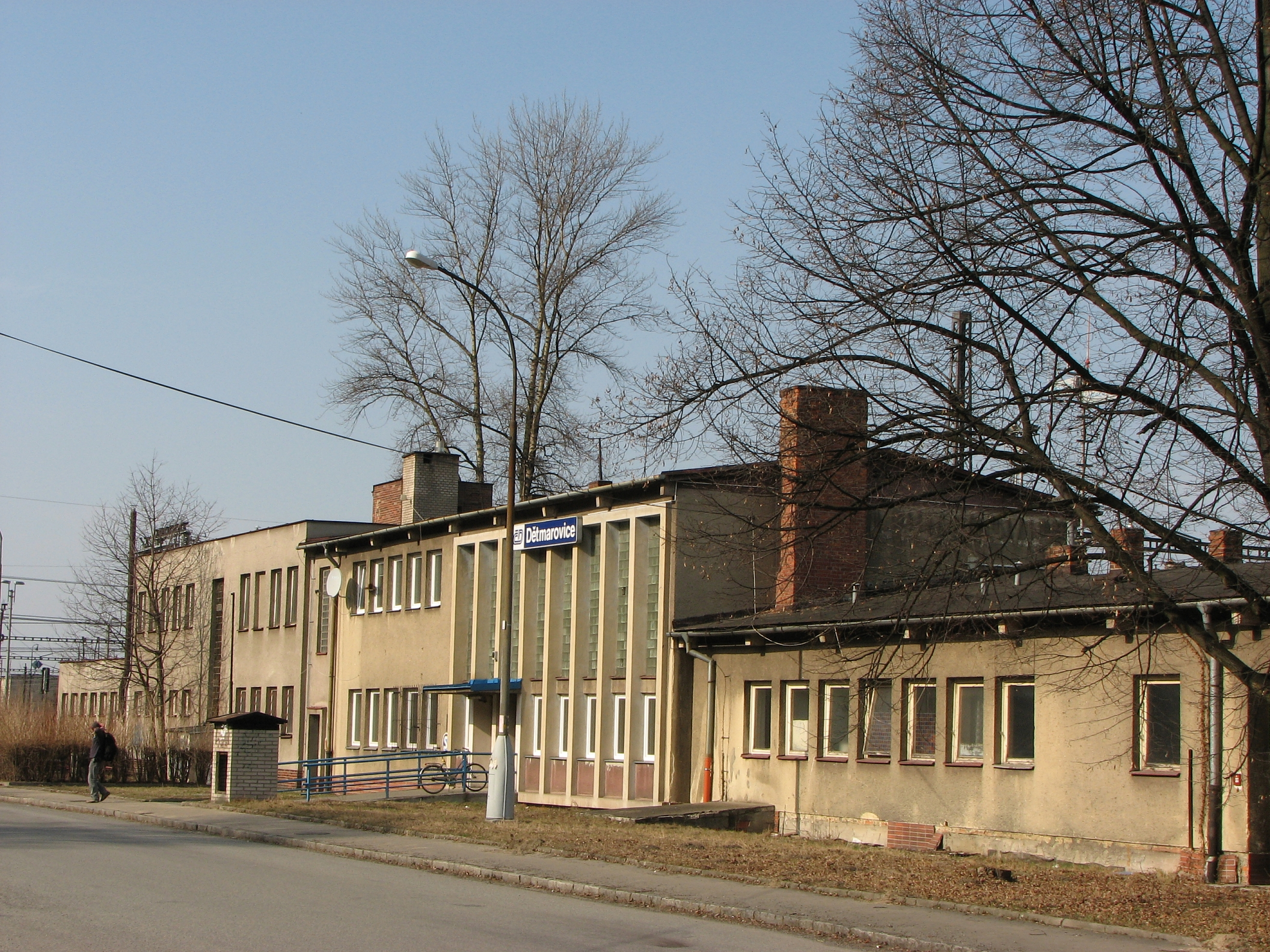
Dětmarovice
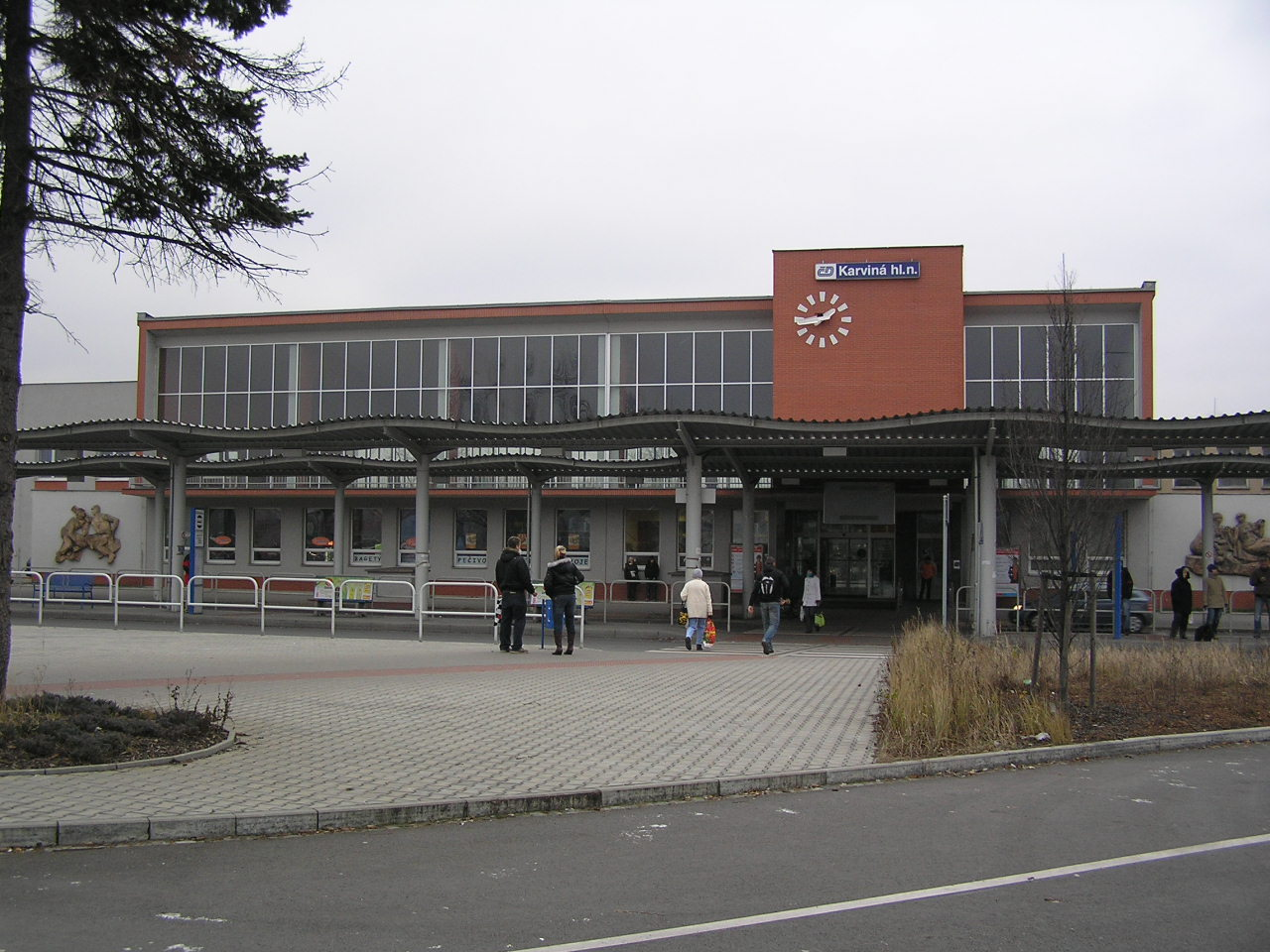
Karviná hlavní nádraží
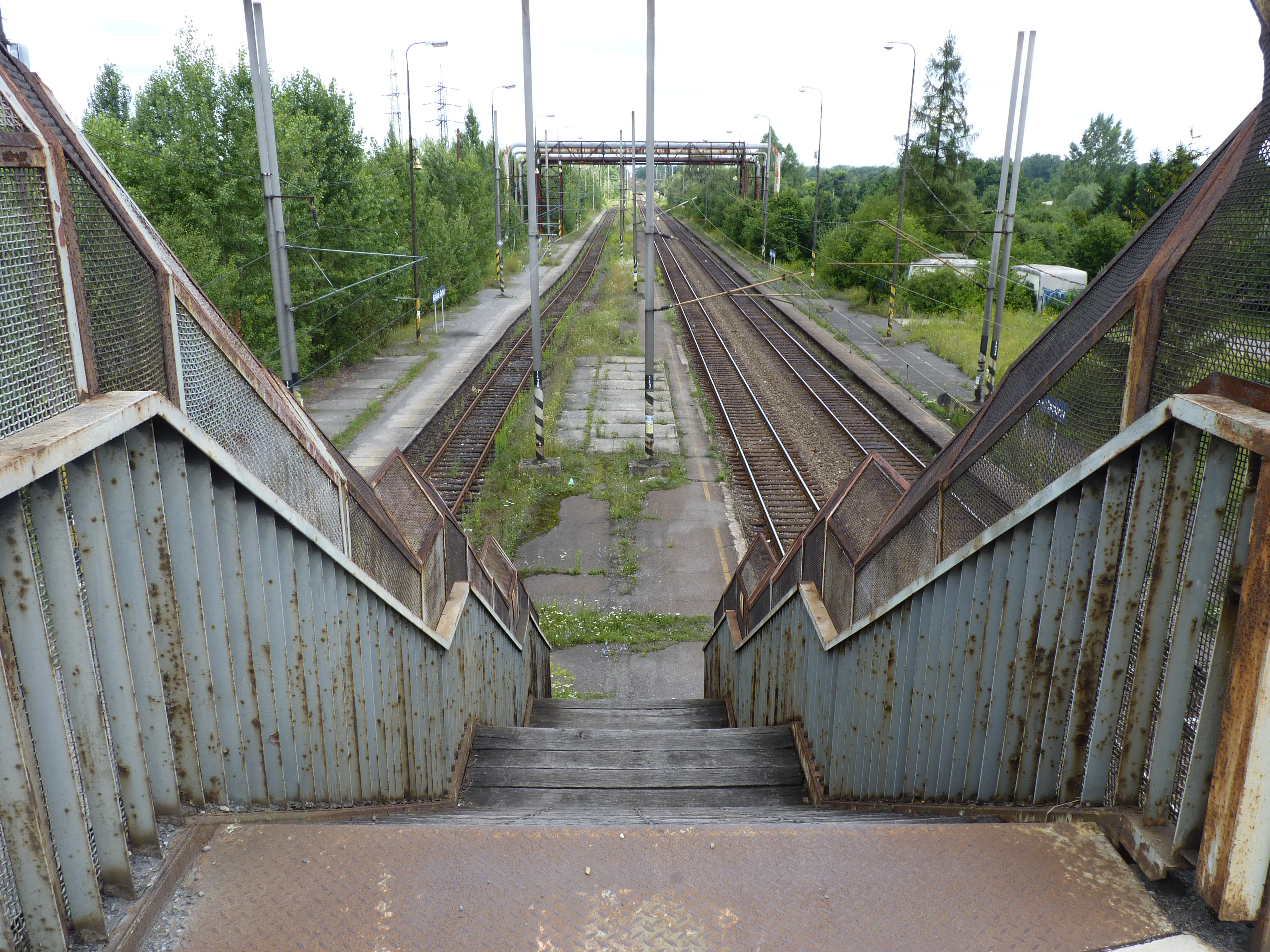
Karviná-Darkov
Louky nad Olší zastávka (zruš.)
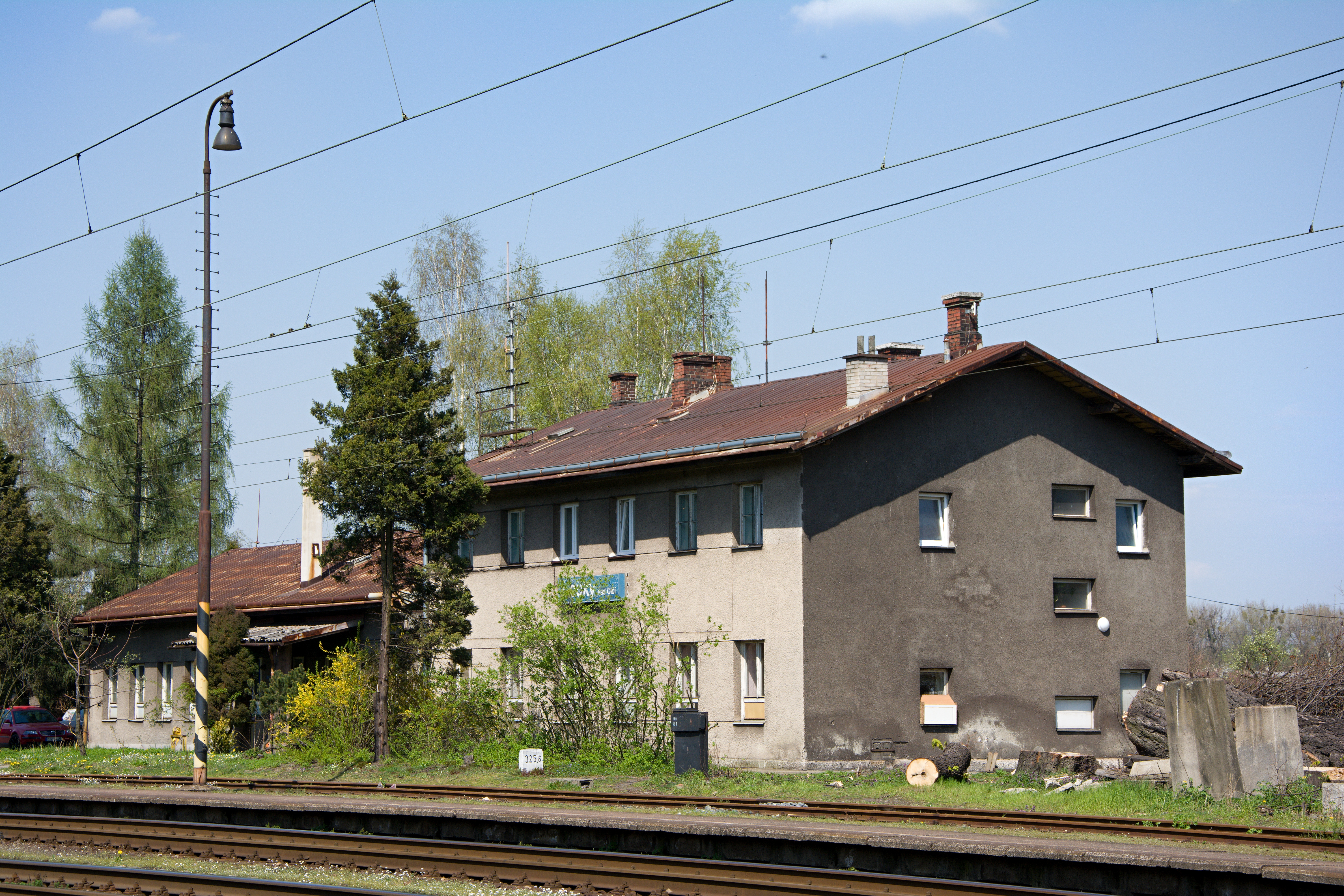
Louky nad Olší
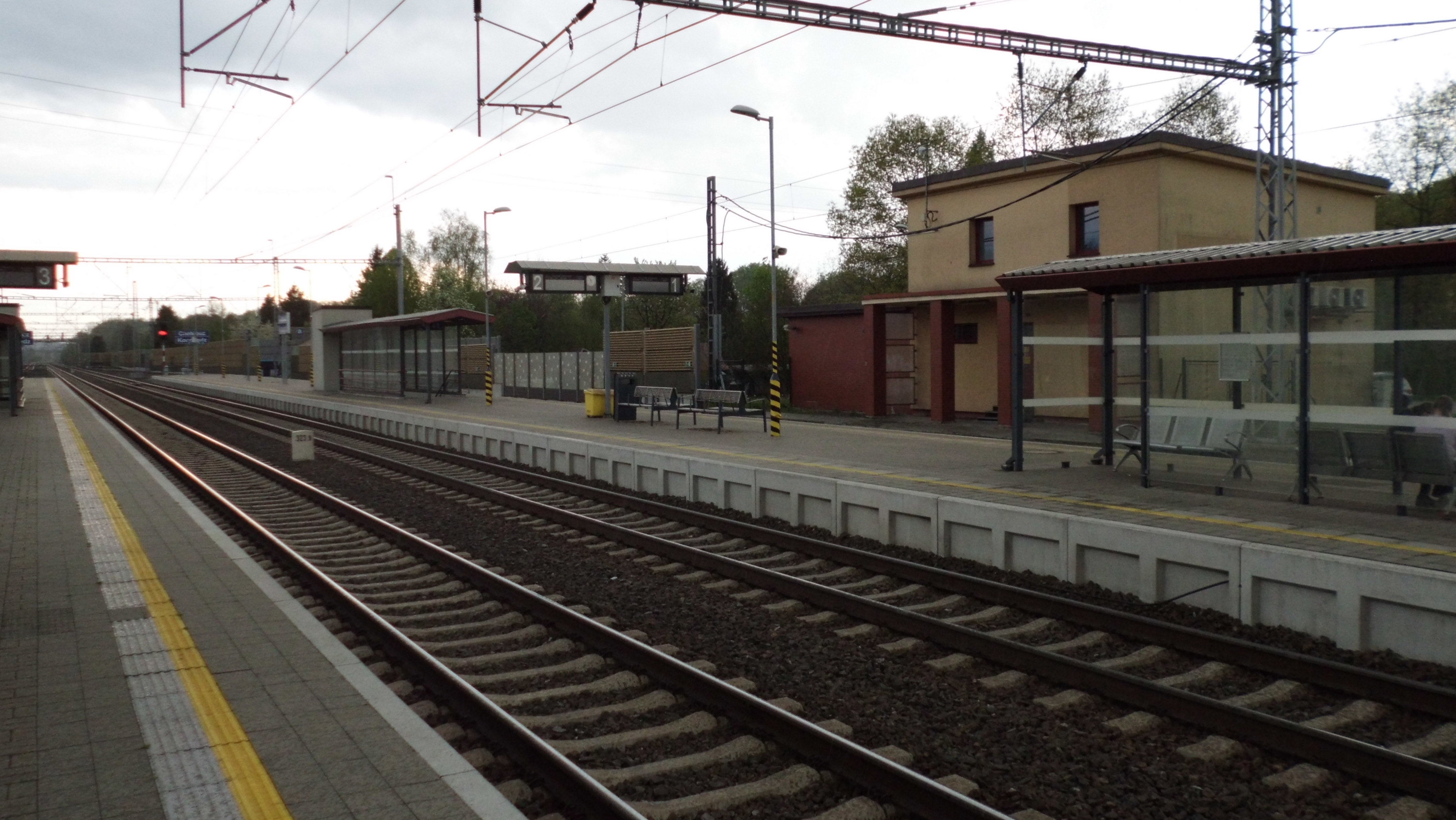
Chotěbuz (Kocobędz)
Zpupná Lhota (zruš.)
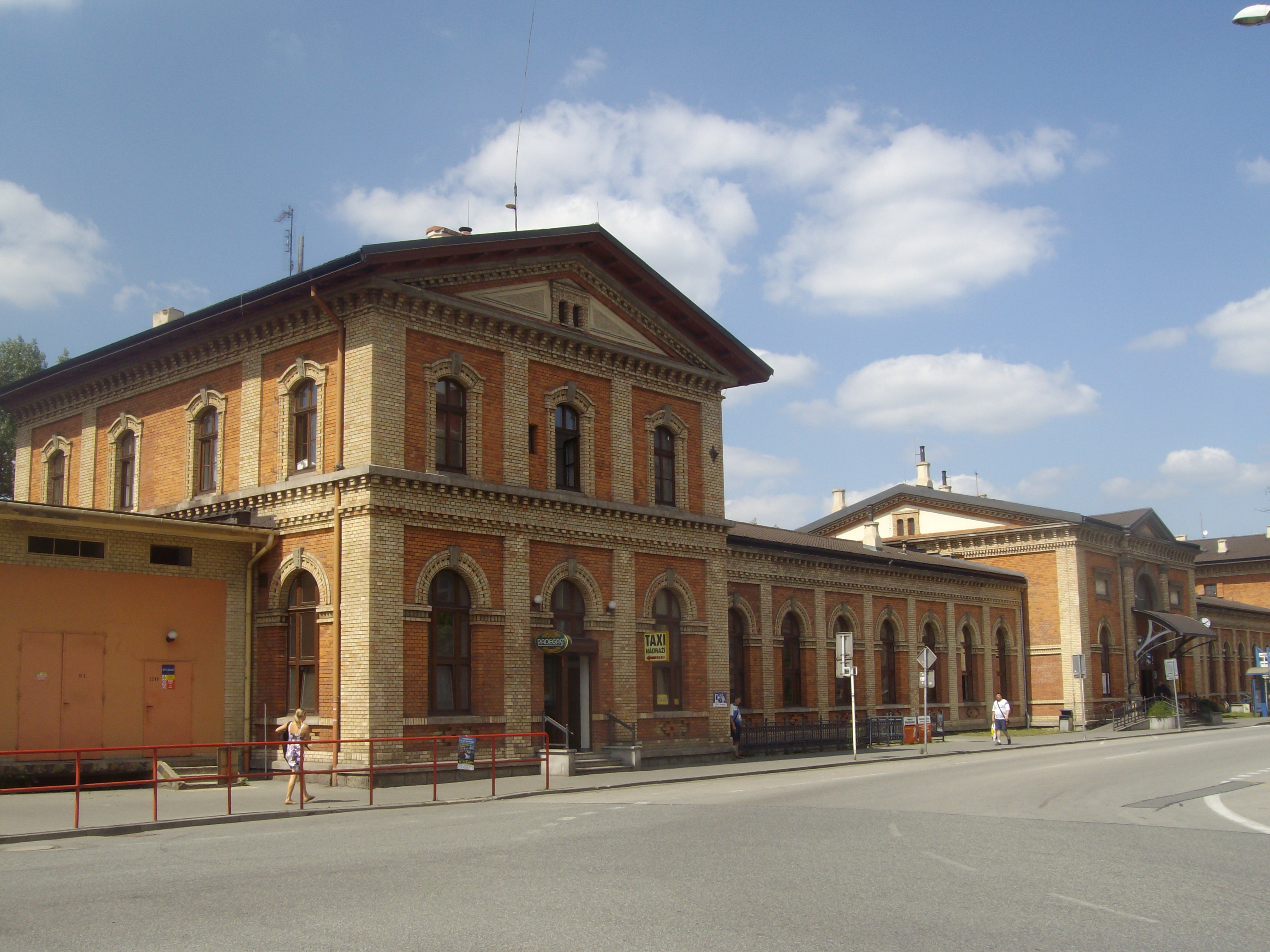
Český Těšín (Czeski Cieszyn)
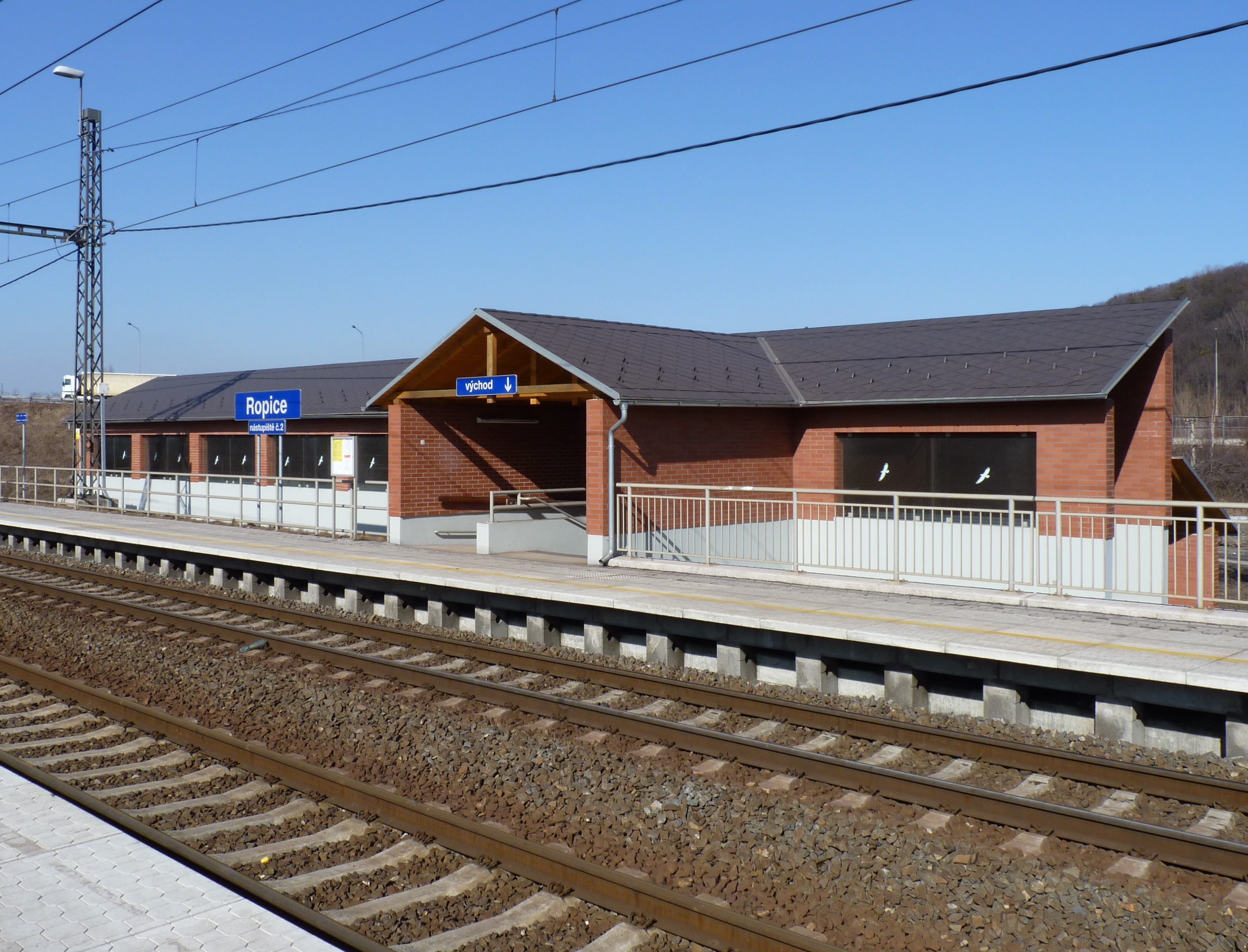
Ropice zastávka (Ropica przystanek)
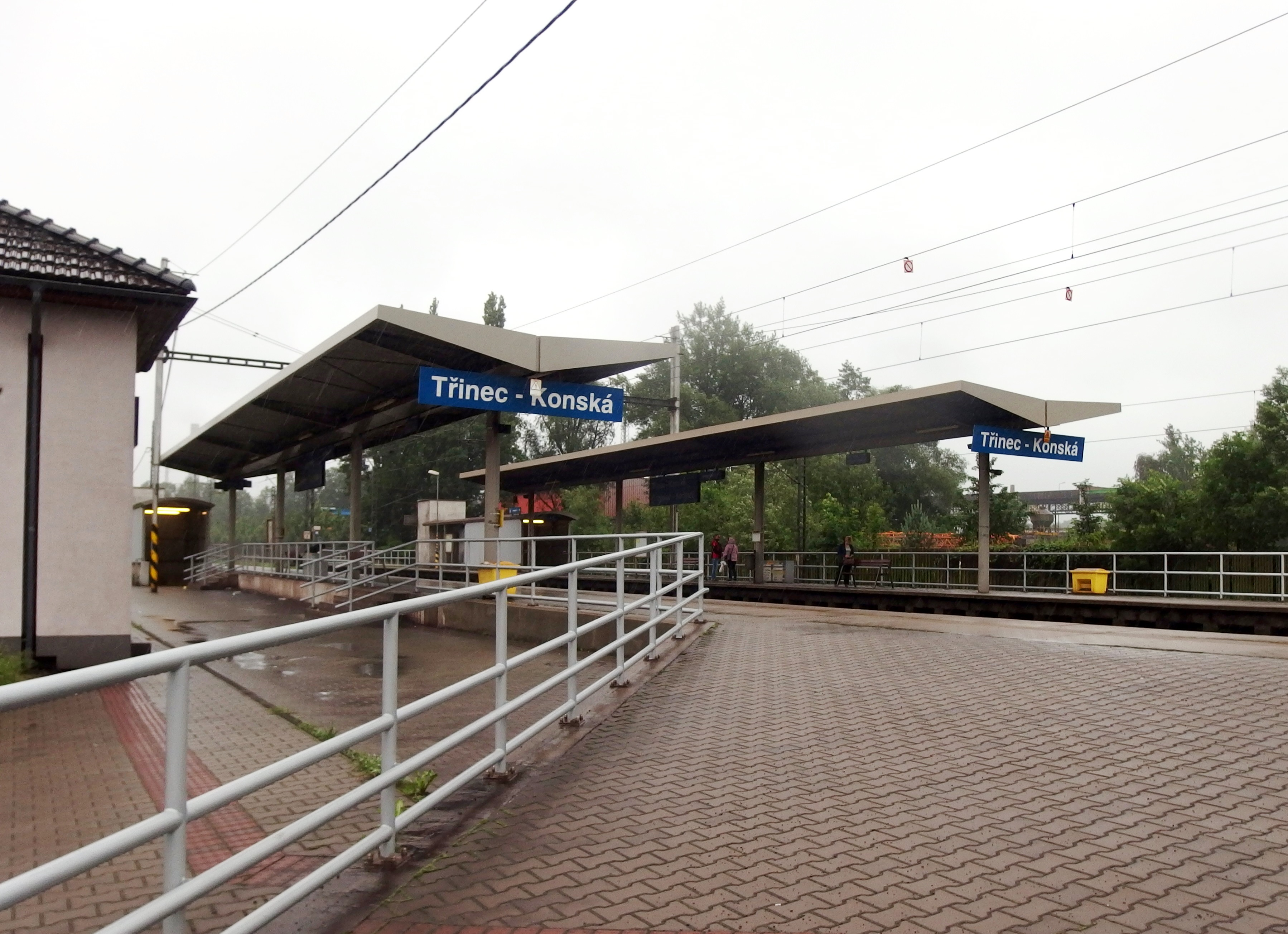
Třinec–Konská (Trzyniec-Końska)
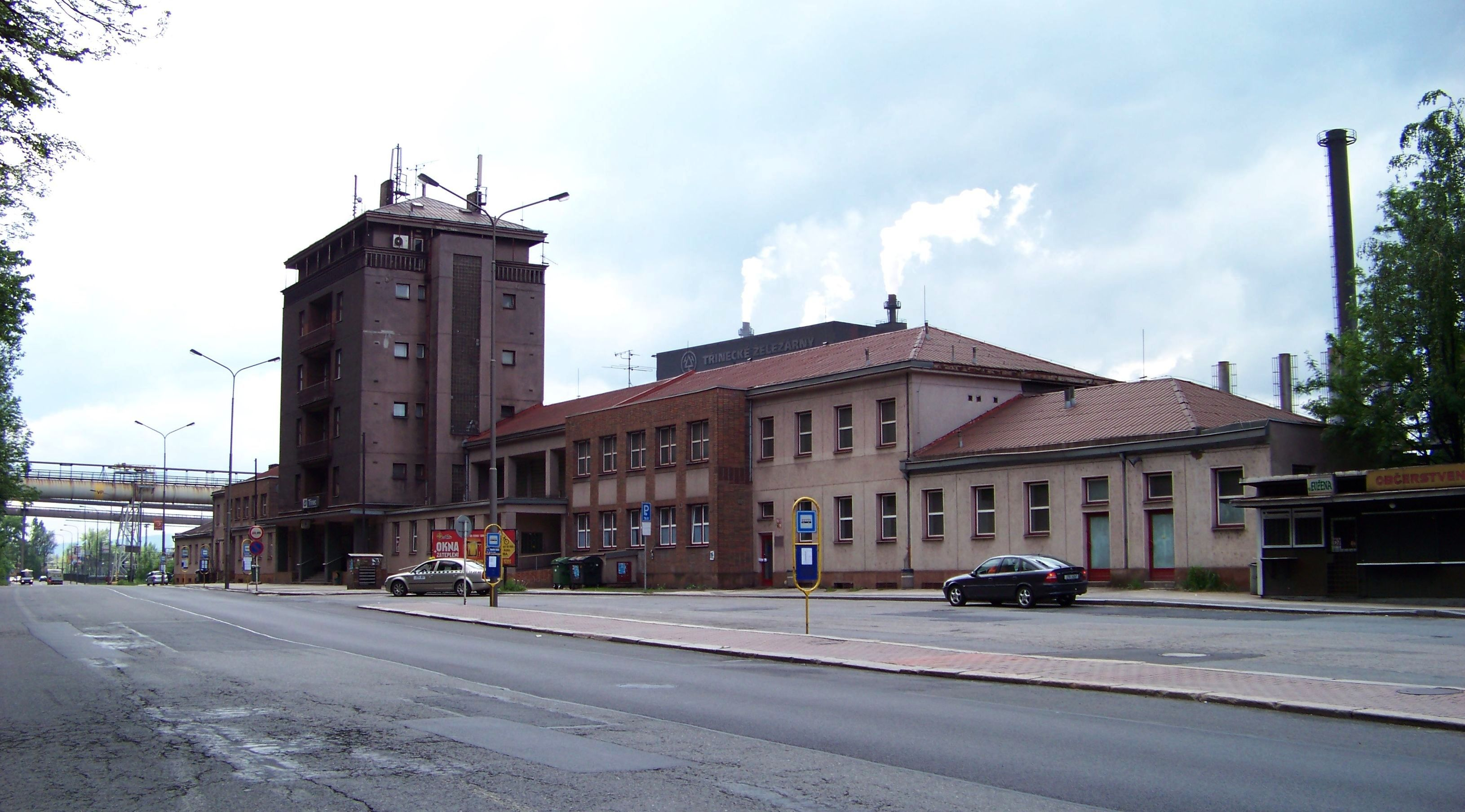
Třinec (Trzyniec)
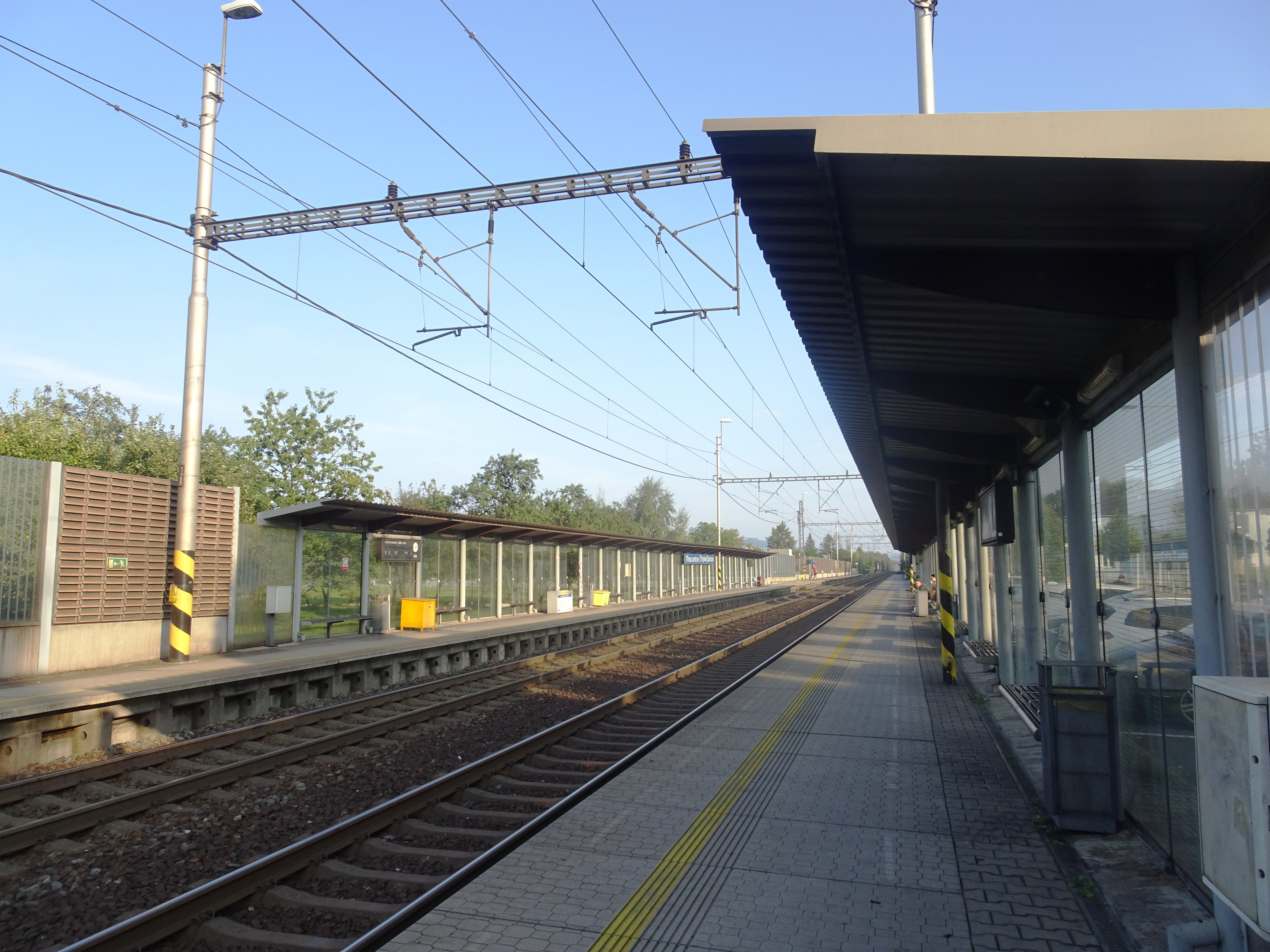
Třinec centrum (Trzyniec Centrum)
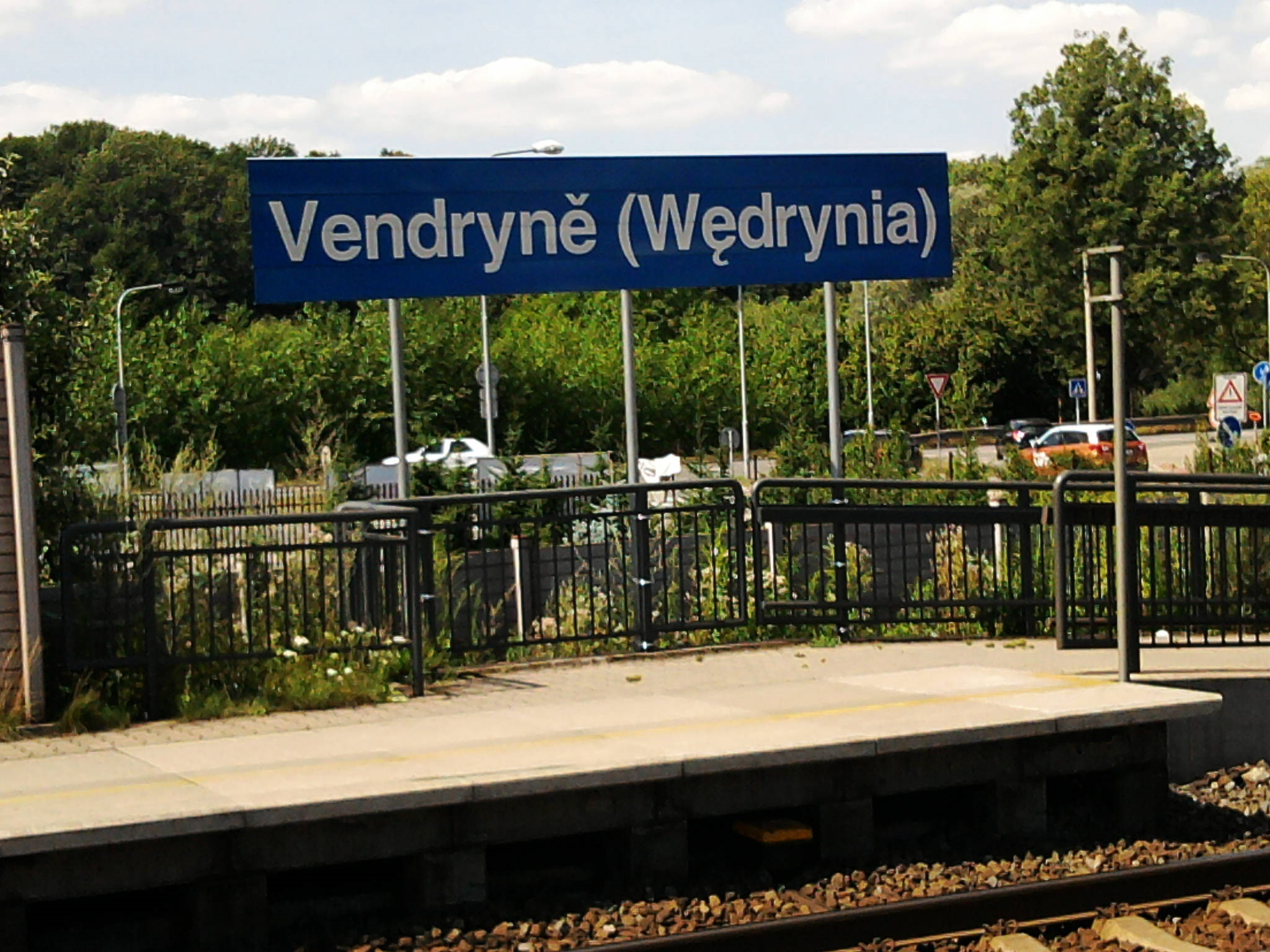
Vendryně (Wędrynia)
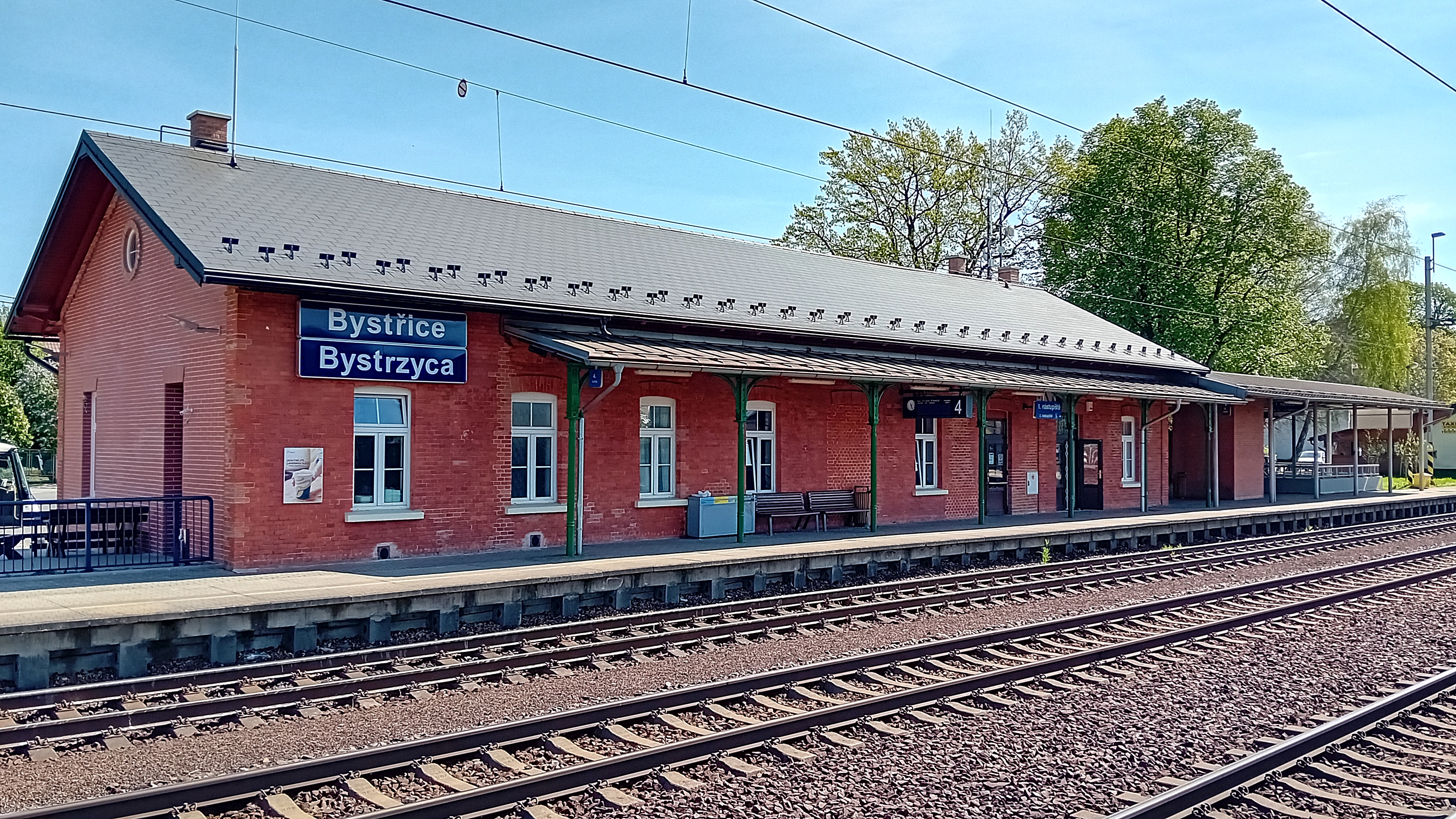
Bystřice (Bystrzyca)
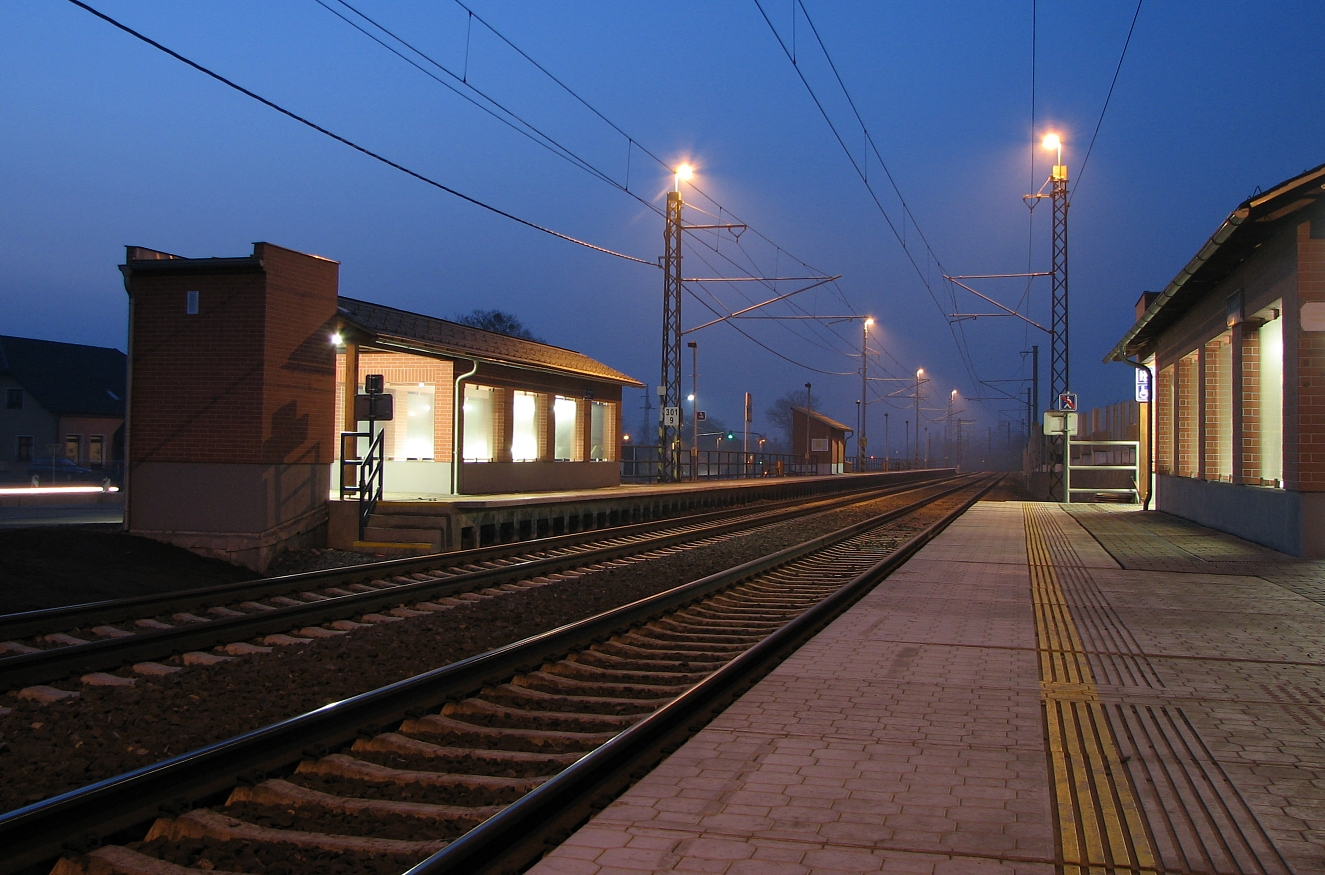
Hrádek (Gródek)
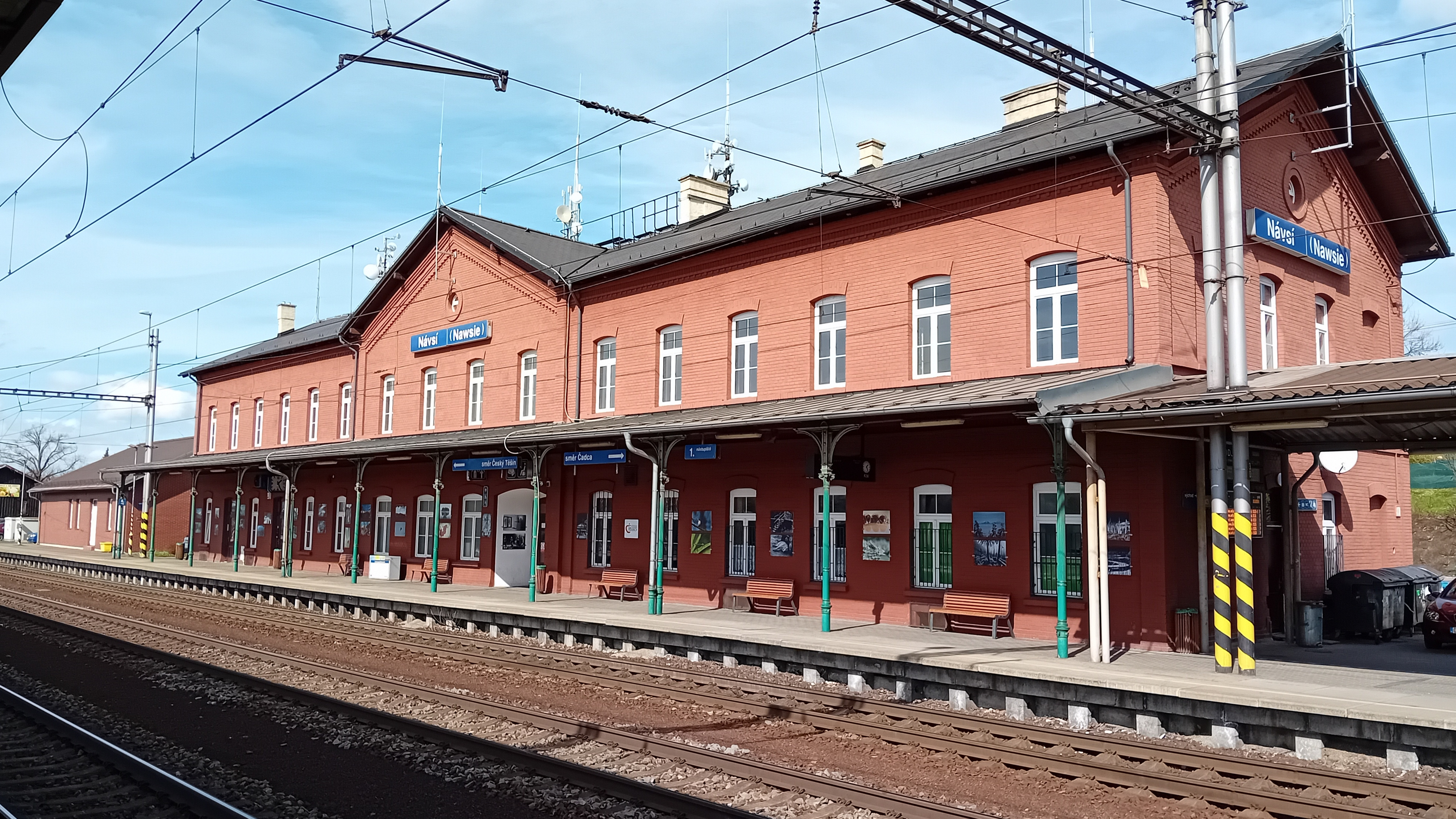
Návsí (Nawsie)
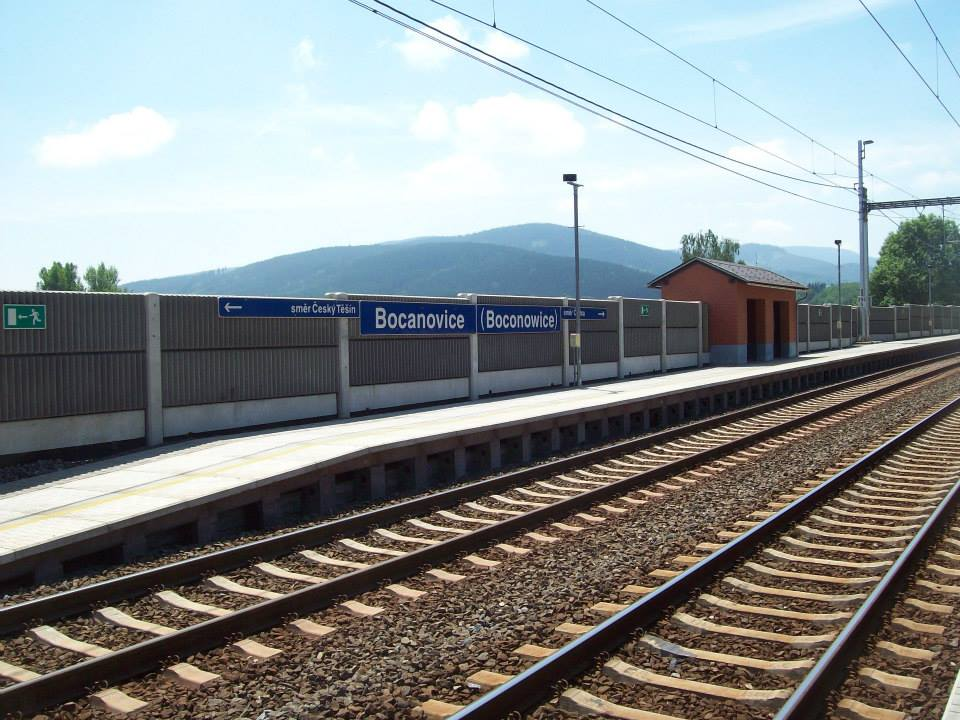
Bocanovice (Boconowice)
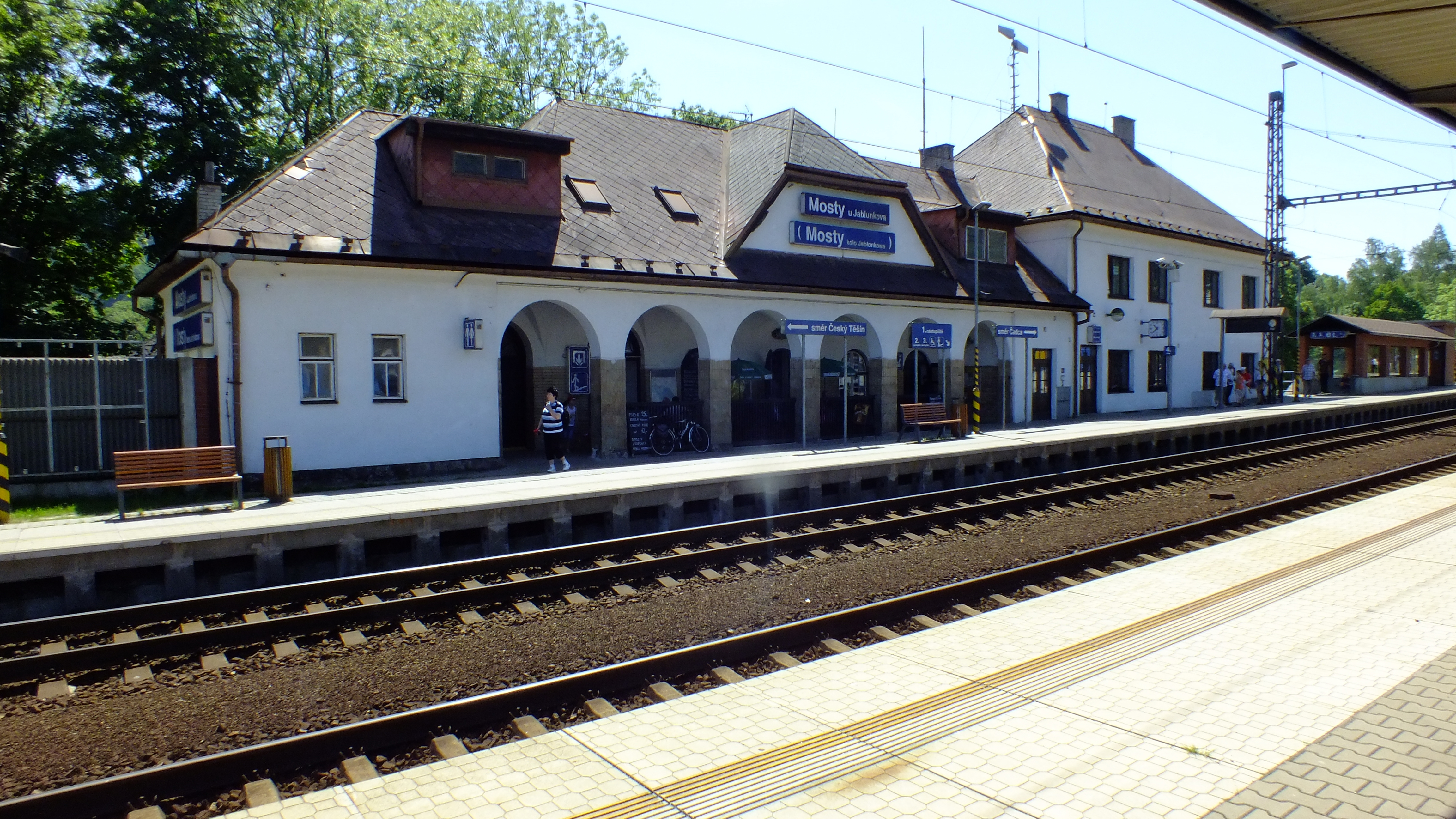
Mosty u Jablunkova (Mosty koło Jabłonkowa)
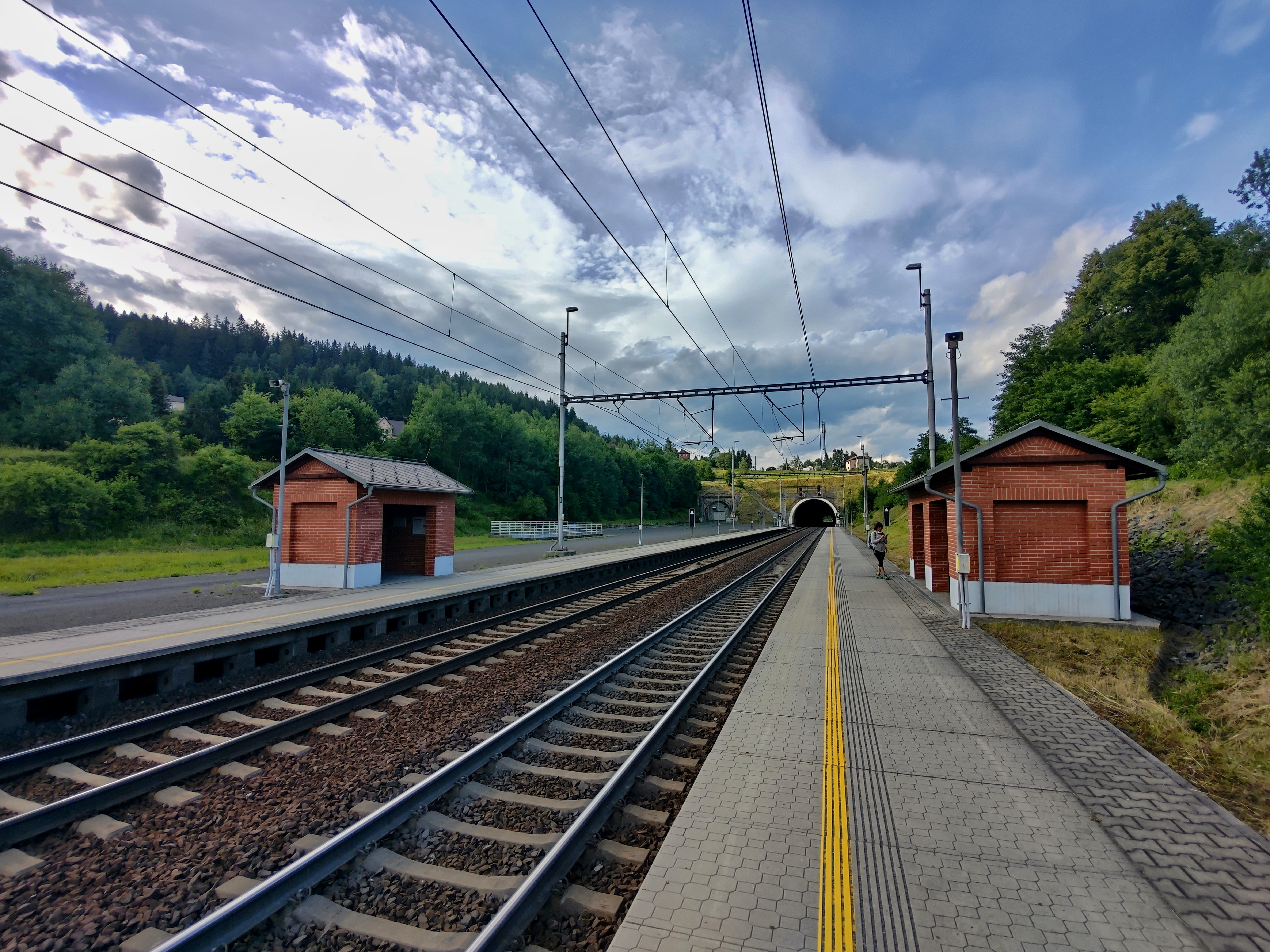
Mosty u Jablunkova zastávka (Mosty koło Jabłonkowa przystanek)
Svrčinovec zastávka
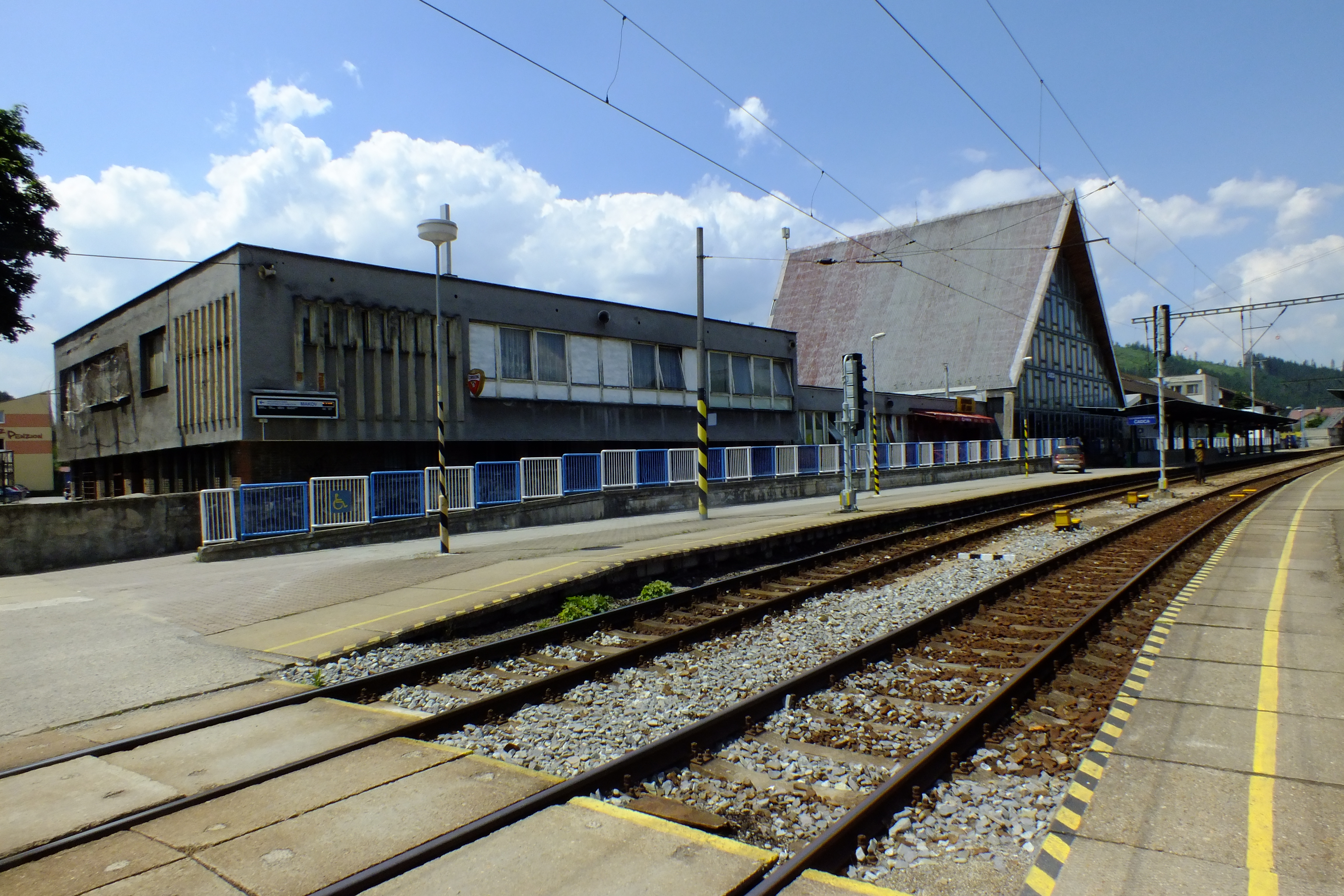
Čadca